# Marcel Stive
Marcel J.F. Stive (Amsterdam, 25 februari 1951) is een Nederlands hoogleraar kustwaterbouwkunde aan de Faculteit van Civiele Techniek en Geowetenschappen van de Technische Universiteit Delft.

## Opleiding
Prof. dr. dr.h.c. ir. Marcel Stive studeerde civiele techniek aan de Technische Universiteit Delft, alwaar hij in 1977 afstudeerde. Zijn voorganger als hoogleraar kustwaterbouwkunde, Eco W. Bijker, tipte hem in 1977 voor een positie bij het Waterloopkundig Laboratorium (het latere WL-Delft Hydraulics en huidige Deltares). Stives onderzoeksproject bij het Waterloopkundig Laboratorium werd aangestuurd door Jurjen A. Battjes, toenmalig hoogleraar vloeistofmechanica, die hem vroeg er een proefschrift over te schrijven. Stive promoveerde vervolgens in 1988 aan de Technische Universiteit Delft.

## Loopbaan
Stive bleef tot 1992 werken bij het Waterloopkundig Laboratorium, laatst in de functie van onderdirecteur van de afdeling Havens en Kusten. In 1992 vertrok hij voor twee jaar naar Barcelona als gasthoogleraar aan de Universitat Politècnica de Catalunya. In 1994 keerde hij terug naar het Waterloopkundig Laboratorium, van waaruit hij ook aan de slag ging als deeltijdhoogleraar kustmorfologie aan de Technische Universiteit Delft.
In 2001 volgde Stive Kees d'Angremond op als voltijds hoogleraar kustwaterbouwkunde aan de Technische Universiteit Delft. Sinds 2006 geeft hij leiding aan de Erasmus-Mundus master Coastal and Marine Engineering and Management (CoMEM), een samenwerkingsverband tussen vijf Europese universiteiten. Naast zijn hoogleraarschap was Stive van 2003 tot 2010 wetenschappelijk directeur van het Water Research Centre Delft. In 2008 nam hij zitting in de Tweede Deltacommissie, officieel 'commissie duurzame kustontwikkeling', ook wel genoemd 'commissie-Veerman'. Sinds 2010 geeft hij leiding aan een internationale werkgroep naar duurzaam water beleid van de InterAcademy Council, een samenwerkingsverband van ruim honderd nationale wetenschappelijke academies. In 2011 heeft hij een ERC Advanced Grant van 2,9 miljoen euro toegekend gekregen van de Europese Unie, voor onderzoek naar grootschalige kustverandering wereldwijd.
Stive is lid van de Expertise Netwerk Waterkeren en verder adviseur van vele Nederlandse projecten in de kustzone, zoals de verdieping van de Westerschelde, Maasvlakte 2, de verdieping Eems-Dollard en de versterking van de zwakke schakels. Hij wordt gezien als de bedenker van de zandmotor, een opgespoten zandeiland voor de kust tussen Kijkduin en Ter Heijde.
Daarnaast geeft hij advies aan vele buitenlandse overheden, waaronder België over het veiligheidsniveau van de Belgische Kust, Vietnam betreffende de Mekong delta, China op het gebied van landwinning in Jiangsu, Myanmar betreffende de Irrawaddy Delta en Verenigde Staten over de rivier de Mississippi en San Francisco Bay Area.
In 2017 ging Stive met emeritaat met als uittreerede "Als de Duinen Breken".

## Waarschuwingen
Stive heeft in de media herhaaldelijk gewaarschuwd voor de onderschatting van overstromingsgevaar. Zo kwam hij in 2005 met onderzoek naar buiten, waaruit bleek dat de kracht van golven op de Noordzee tijdens de 1/10.000 per jaar ontwerpstorm sterker is dan volgens de vijftig jaar oude normen van de Deltacommissie (1953), zoals opgenomen in de Wet op Waterkeringen. Hierdoor neemt de kans op overstroming toe en het vergroot de noodzaak om zwakke plekken in de Nederlandse zeewering aan te pakken.
Ook in 2006 waarschuwde Stive in de media dat uit de vijfjaarlijkse toetsing op de primaire waterkeringen bleek dat 680 van de 2875 kilometer belangrijkste dijken en duinen niet aan de wettelijke normen voldoet en dat van een derde van de belangrijkste dijken en duinen niet bekend is wat de staat van onderhoud is. Daarnaast wordt er geen rekening gehouden met de gevolgen van een overstroming door de hogere bevolkingsdichtheid en de toegenomen bedrijvigheid in de Randstad.

## Onderscheidingen
In december 2011 heeft de Universiteit van Lund Stive een eredoctoraat verleend omdat hij wordt gezien als pionier op het gebied van wiskundige berekening over hoe stroming en golven werken. Dit heeft volgens de Universiteit van Lund de wetenschappelijke basis gelegd over hoe klimaatverandering op de lange termijn invloed zal hebben op kustgebieden wereldwijd.
In 2013 werd Stive benoemd tot Ridder in de Orde van de Nederlandse Leeuw.
In 2015 heeft Stive zowel de Coastal Sediments 2015 Coastal Award als de International Coastal Engineering award van de American Society of Civil Engineers in ontvangst mogen nemen.

## Publicaties

### Geselecteerde boeken
- Begum, S.; Stive, Marcel J.F.; Hall, James W. (Eds.), 2007, Flood Risk Management in Europe: Innovation in Policy and Practice, Series:, Vol. 25, ISBN 1-4020-4199-3.
- Stive, M.J.F. (Editor) Coastal Engineering, Volume 53 (Coastal Hydrodynamics and Morphodynamics), Issues 2-3, Pages 119-310 (February 2006).
- L. Hamm and M.J.F. Stive. Guest editors of Coastal Engineering, Volume 47, Issue 2, Pages 79–264 (december 2002).

### Geselecteerde boek hoofdstukken
- Stive, M.J.F., Cowell, PJ & Nicholls, RJ, 2009. Beaches, cliffs and deltas. In O Slaymaker, T Spencer & C Embleton-Hamann (Eds.), Geomorphology and global environmental change (pp. 158–179). New York: Cambridge University Press.
- Stive, M.J.F., Ranasinghe, R. and Cowell, P. 2009. Sea level rise and coastal erosion. In YC Kim (Ed.), Handbook of coastal and ocean engineering (pp. 1023–1038). Imperial College Press.
- Stive, M.J.F. and Vrijling, J.K., 2005. A dynamic coastal landscape. In: Atlas of Dutch water cities, Ed: Hooimeijer, F., Meyer, H. and Nienhuis, A., SUN publishers, pp 46–51 (published both in Dutch and English).
- Stive, M.J.F. and Wang, Z.B., 2003. Morphodynamic modelling of tidal basins and coastal inlets. Ch 13 in: Advances in Coastal Modeling, ed. By C. Lakhan, Elsevier, pp 367–392.
- Stive, M.J.F. and Waterman, R.E., 2002. The Netherlands: The Zuyder Zee Project, in: Coastal Systems and Continental Margins, Volume 6, Engineered Coasts, Ed. by J. Chen, D. Eisma, K. Hotta and H.J. Walker, pp 279– 290.

### Geselecteerde wetenschappelijke artikelen
- Geleynse, N., Storms, J. E. A., Stive, M. J. F., Jagers, H. R. A., Walstra, D. J. R., 2010. Modeling of a mixed-load fluvio-deltaic system, GEOPHYSICAL RESEARCH LETTERS Volume: 37 Article Number: L05402 Published: MAR 4 2010
- Ranasinghe, R. and Stive, M.J.F. 2009. Rising Seas and Retreating Coastlines: A commentary. CLIMATIC CHANGE Volume: 97 Issue: 3-4 Pages: 465-468 Published: DEC 2009.
- Stive, M.J.F., 2004. How important is global warming for coastal erosion? Climatic Change 64 (1-2): 27-39.
- Kragtwijk, N.G., Zitman, T.J., Stive, M.J.F. and Wang, Z.B., 2004. Morphological response of tidal basins to human interventions, Coastal Engineering 51: 207 – 221.
- Elias, E., Stive, M.J.F., Bonekamp, H, and Cleveringa, J., 2003. Tidal inlet dynamics in response to human intervention. Coastal Engineering Journal, Vol. 45, No. 4, 629-658.
- Cowell, P.J., Stive, M.J.F., Niedoroda, A.W., DeVriend, H.J., Swift, D.J.P., Kaminsky, G.M., and Capobianco, M., 2003. The coastal-tract (part 1): A conceptual approach to aggregated morphodynamics of low-order coastal change, Journal of Coastal Research 19(4): 812-827.
- Cowell, P.J., Stive, M.J.F., Niedoroda, A.W., Swift, D.J.P., De Vriend, H.J., Buijsman, M.C., Nicholls, R.J., Roy, P.S., Kaminsky, G.M., Cleveringa, J., Reed, C.W., and De Boer, P.L., 2003. The coastal-tract (part 2): Applications of aggregated morphodynamics of lower-order coastal change, Journal of Coastal Research 19 (4): 828-848.
- Stive, M.J.F. and Reniers, A.J.H.M., 2003. Sandbars in motion, Science, 299, 1855 – 1856.
- Hamm, L., Capobianco, M., Dette, H.H., Lechuga, A., Spanhoff, R., and M. J. F. Stive, 2002. A summary of European experience with shore nourishment, Coastal Engineering, 47(2): 237-264.
- Stive, M.J.F., Aarninkhof, S.G.J., Hamm, L., Hanson, H., Larson, M., Wijnberg, K.M., Nicholls, R.J., and Capobianco, M. 2002. Variability of shore and shoreline evolution, Coastal Engineering, 47 (2): 211-235.
- Capobianco, M., Hanson, H., Larson, M., Steetzel, H., Stive, M.J.F., Chatelus, Y., Aarninkhof, S., and Karambas, T., 2002. Nourishment design and evaluation: applicability of model concepts, Coastal Engineering, 47 (2): 113-135.
- Stive, M.J.F., Guillen, J., Capobianco, M., 1996. Bar migration and duneface oscillation on decadal scales, of the 25th international conference, September 2-6, 1996, Orlando. 3, 2884-2896.
- De Vriend, H.J., Capobianco, M., Chesher, T., De Swart, H.E., Latteux, B., Stive, M.J.F., 1993. Approaches to long-term modelling of coastal morphology: a review, Coastal Engineering, 21: 225-269.